# パーフェクトラブ!
『パーフェクトラブ！』は、1999年7月5日から9月20日まで毎週月曜日21:00 - 21:54にフジテレビ系の「月9」枠で放送された日本のテレビドラマ。主演は福山雅治。タイトルロールでは、第1話〜第11話では『not so パーフェクトラブ！』、第12話では『very very パーフェクトラブ！』と表記された。
1999年にアミューズ・ビデオからVHSでソフト化され、2010年にアミューズソフトエンタテインメントからDVD-BOXが発売された。

## あらすじ
ナンパ大好き歯科医の楠武人（福山雅治）は悪友の中西リュウ太（ユースケ・サンタマリア）と共にバリ島に出かける。旅先で武人が出会ったのは、いい男をゲットするためならなんでもすると下心丸出しの四流企業のOL小山田千草（木村佳乃）。日本に帰った武人と千草は交際をはじめるが、女癖の悪い武人はキャバクラ嬢のみさ子（大石恵）や元カノの彩（板谷由夏）と浮気三昧。武人の父、孝太郎（武田鉄矢）も巻き込んでの大騒動を経て、武人と千草は「完璧には程遠い恋(not so perfect love)」を「完璧な恋」へと育んでいく。

## キャスト
楠 武人〈30〉
演 - 福山雅治
ナンパが大好きな歯科医で、金と女に不自由しない独身生活を満喫中。診察のたびに女性の患者を口説くほど女癖が悪いが、時には九州男児らしい純粋で熱い一面も見せる。趣味はナンパとキャバクラ通い。最終回で博多に歯医者を開業。千草と結婚。
小山田 千草〈24〉
演 - 木村佳乃
短大卒で四流企業（中小企業）勤務のOL。玉の輿狙いでいい男探しに余念がない。旅行先のバリ島でナンパした武人の浮気に手を焼き毎回大ゲンカ。物語の終盤、ライフセーバーを目指す。最終回で武人と結婚。武人のことを「ケト」と呼んでいる。
中西 リュウ太〈30〉
演 - ユースケ・サンタマリア
タクシー運転手。武人の高校時代の悪友。お調子者。最終回でみゆきと結婚。2児の父で主夫。
富永 彩〈25〉
演 - 板谷由夏
モデルで武人がナンパした元彼女。また武人と付き合ったが別れる。後に武人と付き合い始めた千草に嫉妬し、千草に「武人と寝た」と嘘をついた。
久田 みゆき〈24〉
演 - 畑野浩子
千草の同じ会社の友人。千草とは対照的にサバサバした性格の持ち主。旅行先のバリ島でナンパされたリュウ太と交際する。最終回でリュウ太と結婚し、中西みゆきに。2児の母親となりタクシー運転手をしている。
大友 克明〈30〉
演 - 立川政市
武人の高校時代の友人。宇宙開発事業団勤務。東京大学出身で宇宙飛行士候補のエリートだが、暑苦しい性格が災いしてモテない。
みさ子
演 - 大石恵
キャバクラ「エル」勤務で武人の指名嬢。少々頭が弱いが優しい性格。
小山田 ハルミ〈50〉
演 - 橘雪子
千草の母。夫の不倫が原因で離婚し、下着のセールスレディをしながら女手一つで千草を育てる。押しの強い性格。武人のことは気に入っている。
楠 孝太郎〈53〉
演 - 武田鉄矢
武人の父。武人にはいい加減に身を固めて欲しいと願っている。仕事先をリストラされて暇なためにしょちゅう上京する。

### ゲスト
鎚本
演 - 中山俊（第1話 - 第3話、第8話）
彩の元夫。
レイナ
演 - 嘉門洋子（第7話 - 第9話）
キャバクラ嬢。
加賀美
演 - 近藤敦（第4話・第5話）
デザイナー。
春香
演 - 森口瑤子（第10話・第11話）
孝太郎が連れてきた見合い相手。
倉沢
演 - 宇梶剛士（第10話・第11話）
みゆきの新しい恋人。
楠 カズ江
演 - 大川栄子（最終話）
武人の母。
宇田 麻衣子
演 - 宇田麻衣子（フジテレビアナウンサー）（最終話）
本人役。

## スタッフ
- 脚本 - 浅野妙子
- 音楽 - 福山雅治、吉川忠英、服部隆之
- 主題歌 - GLAY「ここではない、どこかへ」
- 劇中歌
  - 松本英子「Squall」（「HEAVEN/Squall」で福山がセルフカバー）
  - 鈴木建吾「venus」（「f」で福山がセルフカバー）
  - gem「Sweet Darling」（「Gang★」で福山がセルフカバー）
  - SUPER TRAPP 「Check it out!Shake it up!」
  - 福山雅治「Walkin' on the blvd.」

全曲、作詞・作曲は福山雅治。サウンドトラック「Rendezvous1」に収録。
- 演出 - 高橋正秀、中江功、永山耕三
- プロデュース - 小岩井宏悦
- 演出補 - 樹下直美
- プロデュース補 - 伊藤達哉、浅野澄美
- 制作担当 - 山崎康生
- 制作主任 - 北田宏和、幡野英二
- 選曲 - 大貫悦男
- 撮影協力 - 日本航空
- 制作著作 - フジテレビ

## 放送日程
| 各話                                                       | 放送日        | サブタイトル     | 演出     | 視聴率 |
| ---------------------------------------------------------- | ------------- | ---------------- | -------- | ------ |
| 第1話                                                      | 1999年7月05日 | 質より量の夏の恋 | 高橋正秀 | 18.0%  |
| 第2話                                                      | 1999年7月12日 | 愛はHの後にある  | 高橋正秀 | 18.9%  |
| 第3話                                                      | 1999年7月19日 | 当れ! 恋の万馬券 | 中江功   | 16.9%  |
| 第4話                                                      | 1999年7月26日 | 歯科医は恋の敗者 | 中江功   | 16.8%  |
| 第5話                                                      | 1999年8月02日 | ウソと秘密の暴発 | 高橋正秀 | 16.4%  |
| 第6話                                                      | 1999年8月09日 | ラブラブ告白発射 | 中江功   | 16.0%  |
| 第7話                                                      | 1999年8月16日 | 愛と青春の女風呂 | 永山耕三 | 15.2%  |
| 第8話                                                      | 1999年8月23日 | 満月は欠ける運命 | 中江功   | 16.8%  |
| 第9話                                                      | 1999年8月30日 | ゴーゴー同棲GO   | 高橋正秀 | 17.2%  |
| 第10話                                                     | 1999年9月06日 | 痛みで進化する女 | 高橋正秀 | 17.9%  |
| 第11話                                                     | 1999年9月13日 | 愛する男別れる女 | 永山耕三 | 17.1%  |
| 最終話                                                     | 1999年9月20日 | ここでない何処へ | 永山耕三 | 16.7%  |
| 平均視聴率 17.0%（視聴率は関東地区・ビデオリサーチ社調べ） |               |                  |          |        |